# Pramoedya Ananta Toer
Pramoedya Ananta Toer (Blora, Java, Indonesia, 6 de febrero de 1925-Yakarta, 30 de abril de 2006), también apodado Pram,  fue un novelista y escritor indonesio. Sus obras abarcan el período colonial bajo el dominio holandés, la lucha de Indonesia por la independencia, su ocupación por Japón durante la Segunda Guerra Mundial, así como los regímenes autoritarios poscoloniales de Sukarno y Suharto, y están impregnadas de historia personal y nacional.

## Biografía
Pramoedya nació el 6 de febrero de 1925, en la ciudad de Blora, en el corazón de Java, entonces parte de las Indias Orientales Holandesas. Era el primogénito de su familia; su padre era maestro y también militaba en Boedi Oetomo (la primera organización nacional indígena reconocida en Indonesia) y su madre era comerciante de arroz. Su abuelo materno había peregrinado a La Meca.Según consta en su colección semiautobiográfica de relatos cortos «Cerita Dari Blora», su nombre original era Pramoedya Ananta Mastoer. Sin embargo, el apellido Mastoer (el de su padre) le pareció demasiado aristocrático. El prefijo javanés «Mas» se refiere a un hombre de rango superior en una familia noble. Por eso omitió «Mas» y mantuvo Toer como apellido. Ingresó en la Escuela Profesional de Radio de Surabaya, pero apenas se había graduado cuando Japón invadió Surabaya (1942).
Se incorpora al Ejército Revolucionario de Liberación Nacional después de la rendición japonesa en 1945 y como consecuencia de esta militancia es torturado y encarcelado por los holandeses, de nuevo instalados en el poder.
Empezó a trabajar como periodista, pero sus opiniones favorables al movimiento nacionalista indonesio durante la guerra de independencia lo llevaron a la cárcel por primera vez entre 1947 y 1949. 
Pero tras la independencia, en 1960 volvió a ser encarcelado durante un año sin juicio por el gobierno de Sukarno por haber denunciado la discriminación política contra la comunidad china en Indonesia.
Fue detenido por tercera vez (de 1965 a 1979), ya durante la dictadura de Suharto que causó cerca de un millón de muertos. Se le acusó de ser miembro de LEKRA, un grupo intelectual de izquierda, y fue condenado, sin proceso ni juicio, a la terrible colonia penal en la isla de Buru, al este de Indonesia. Sus manuscritos y libros fueron quemados por las autoridades a mediados de la década de los sesenta. Antes y durante su encarcelamiento en 1965 escribió más de treinta obras literarias. Ya confinado, concibió un cuarteto de novelas llamado El cuarteto de Buru. Al escritor le fueron negados lápices o bolígrafos, pero manifestó que contó con tanta frecuencia las historias a sus compañeros de prisión que una vez liberado lo único que hizo fue acercar un lápiz al papel y las palabras fluyeron.
Las cuatro novelas que componen El cuarteto de Buru son sus obras más conocidas: "Tierra humana", "Hijo de todos los pueblos", "Hacia el mañana" y "La casa de cristal". Cuando las restricciones en las comunicaciones de los tapol (presos políticos) se suavizaron, Pramoedya publicó un libro de memorias, «Canción triste de un mudo» (Nyanyi Sunyi Seorang Bisu - 1995), con acusaciones detalladas de trabajos forzados, hambre y otros abusos en la colonia.
Su obra ha sido traducida a casi 40 idiomas. Txalaparta argitaletxea (con traducción de Alfonso Ormaetxea) ha publicado la tetralogía de El cuarteto de Buru, unas de las obras más importantes del escritor en castellano y euskara, y Canción triste de un mudo. La editorial Destino (traducción de Gloria Méndez), ha publicado también las cuatro novelas de El cuarteto de Buru. Además La joven de la costa ha sido publicada en la editorial Booket. El escritor ha sido candidato en varias ocasiones al Premio Nobel de Literatura. Murió en 2006 los 81 años, rodeado de su familia.

## Obras
- 1981, El cuarteto de Buru
  - Tierra humana ("Bumi Manusia")
  - Hijo de todos los pueblos ("Anak Semua Bangsa")
  - Hacia el mañana ( "Jeak Langkah")
  - La casa de cristal
- Canción triste de un mudo
- La joven de la costa